# ای‌اس‌پی‌ان نیوز
ای‌اس‌پی‌ان نیوز (به انگلیسی: ESPNews) یک تلویزیون ماهواره‌ای آمریکایی است که توسط ای‌اس‌پی‌ان مدیریت می‌شود، یک سرمایه‌گذاری مشترک میان شرکت والت دیزنی و هرست کورپوریشن که به ترتیب ۸۰% و ۲۰% در این پروژه سهم دارند.
این شبکه در ۱ نوامبر ۱۹۹۶ راه‌اندازی شده و تمرکز اصلی آن روی نشست‌های خبری، اخبار مهم و اخبار ورزش‌های پرطرفدار بود.
از سال ۲۰۱۰، این شبکه تمرکز خود را به سمت نمایش‌های ورزشی و سرگرمی متعدد ای‌اس‌پی‌ان برد. ای‌اس‌پی‌ان نیوز در موارد مختلفی برای پخش برنامه‌هایی در نظر گرفته شده که با برنامه‌ریزی دیگر شبکه‌های ای‌اس‌پی‌ان تناقض داشتند.